# Woranawa

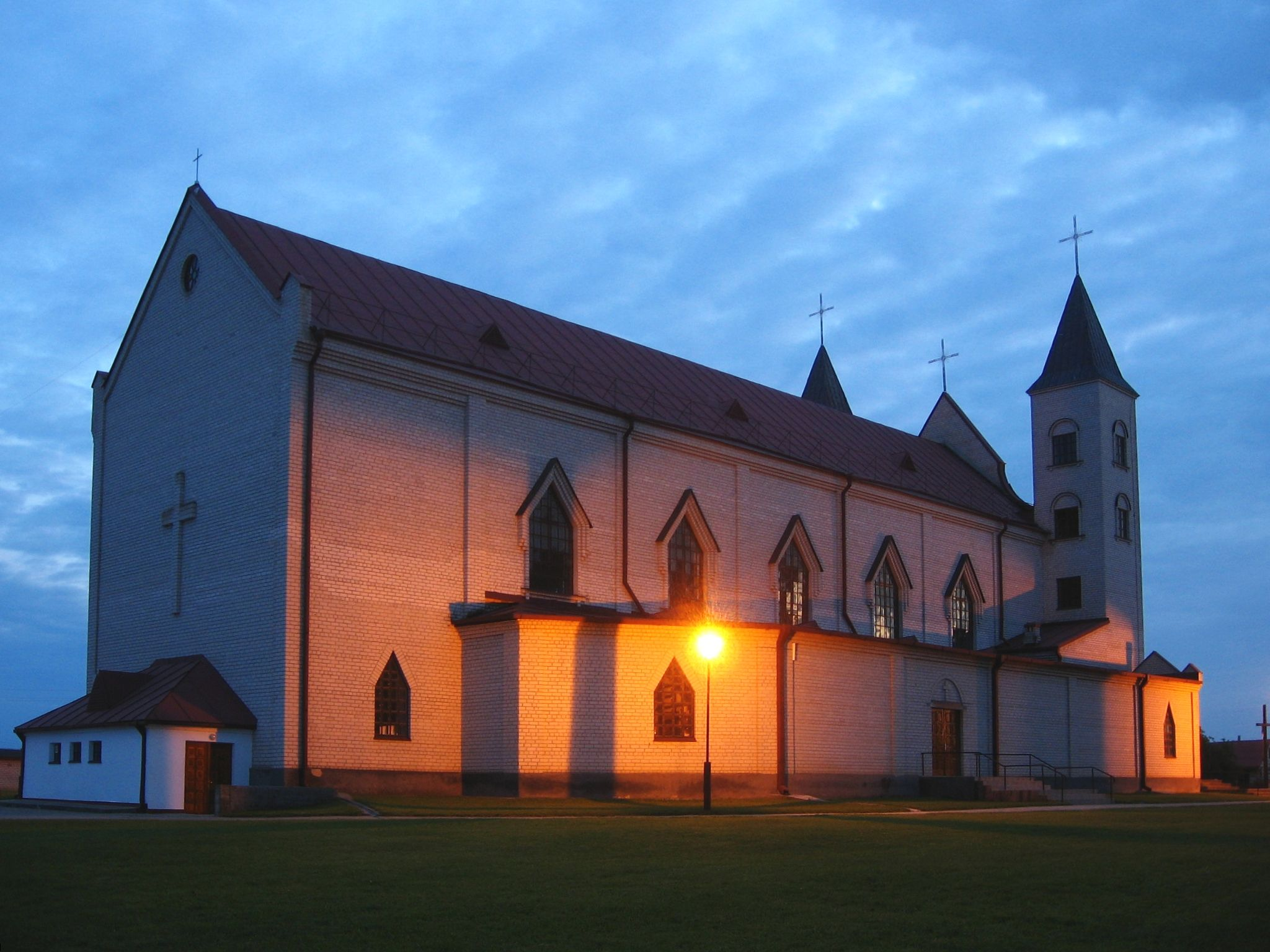
Kirche in Woranawa (2007)

Woranawa (belarussisch Воранава Woranawa, russisch Woronowo, polnisch Werenowo, litauisch Varanavas, historisch Blotno) ist eine Siedlung städtischen Typs in Belarus.
Der Ort liegt in der Hrodsenskaja Woblasz.

## Einwohnerentwicklung
- 1865 – 468
- 1905 – 500
- 1921 – 1232
- 1976 – 3600
- 1990 – 6800
- 1996 – 6700
- 2004 – 6600
- 2005 – 6559
- 2006 – 6498
- 2007 – 6400
- 2008 – 6400
- 2015 – 6200
- 2016 – 6434